# Rhabdochaeta multilineata
Rhabdochaeta multilineata är en tvåvingeart som beskrevs av Erich Martin Hering 1941. Rhabdochaeta multilineata ingår i släktet Rhabdochaeta och familjen borrflugor. Inga underarter finns listade i Catalogue of Life.